# Birkelt
Birkelt (lb. Bierkelt) – mała miejscowość (lieu-dit) we wschodnim Luksemburgu, w kantonie Echternach, w gminie Berdorf. Do 3 października 2015 miejscowość leżała w dystrykcie Grevenmacher.  